# Jo De Ro
Jo De Ro (Ninove, 23 maart 1973) is een Belgische politicus voor de liberale Open Vld.

## Levensloop
De Ro studeerde in 1995 af als master in de communicatiewetenschappen aan de Vrije Universiteit Brussel. Van 1995 tot 1999 was hij parlementair medewerker van Willy Cortois en Jef Valkeniers, die voor de toenmalige VLD in de Kamer van volksvertegenwoordigers. Van 1999 tot 2005 was hij woordvoerder en adjunct-kabinetschef van Vlaams minister van Onderwijs en Vorming Marleen Vanderpoorten en van 2005 tot 2006 woordvoerder van vice-premier en minister van Binnenlandse Zaken Patrick Dewael. Van 2006 tot 2013 werkte hij als administrateur-generaal bij het Agentschap voor Onderwijscommunicatie van de Vlaamse Overheid.
Begin januari 2013 kwam hij voor de kieskring Vlaams-Brabant in het Vlaams Parlement terecht als opvolger van Herman Schueremans, die ontslag had genomen. Ook na de volgende Vlaamse verkiezingen van 25 mei 2014 bleef hij Vlaams volksvertegenwoordiger. In 2019 slaagde hij er niet in zijn zetel te behouden. In het Vlaams Parlement was De Ro van 2013 tot 2014 lid van de commissie Cultuur, Jeugd, Sport en Media en daarna zetelde hij tot 2019 in de commissies Onderwijs en Brussel en Vlaamse Rand. Na zijn parlementaire loopbaan was De Ro van maart 2020 tot december 2024 algemeen directeur van het Vlaams Agentschap Integratie en Inburgering.
Van 2000 tot 2006 en opnieuw van 2011 tot 2012 was Jo De Ro provincieraadslid van Vlaams-Brabant. In oktober 2006 werd hij tevens verkozen tot gemeenteraadslid van Vilvoorde. Na de gemeenteraadsverkiezingen van oktober 2012 werd De Ro van januari 2013 tot december 2024 schepen van de stad, waarbij hij bevoegd was voor Financiën, Onderwijs en Dierenwelzijn. In oktober 2024 voerde hij in Vilvoorde een kartellijst van Open Vld en CD&V aan, die met 34 procent van de stemmen de grootste lijst werd. Er werd een coalitie gevormd met N-VA en sinds december 2024 is De Ro burgemeester van Vilvoorde.
Daarnaast is hij sinds 2013 ondervoorzitter van het Onderwijsvereniging van Steden en Gemeenten (OVSG).

## Persoonlijk
Hij is de partner van Elisabeth Meuleman, sinds 2009 Vlaams Parlementslid voor Groen.